# Aethes hartmanniana
Espèce
Synonymes
- Phalaena hartmanniana Clerck, 1759[1]
- Phalaena allioniana Villers, 1789[1]
- Agapeta avellana Hübner, 1822[1]
- Tortrix baumanniana [Denis & Schiffermüller], 1775[1]
- Conchylis hartmanniana var. excelsior Schawerda, 1920[1]
- Phalaena (Tortrix) lyonetella Linnaeus, 1758[1]
- Conchylis deutschiana var. murciana Caradja, 1916[2]
- Argyrolepia subbaumanniana Wilkinson, 1859[3]
- Phalaena (Tinea) wiedemannella Muller, 1764[1]

Aethes hartmanniana est une espèce de lépidoptères (papillons) de la famille des Tortricidae.

## Description
Aethes hartmanniana a les ailes de couleur jaune sable. Elle présente trois taches brun roux sur le bord costal, une tache brune près du tornus et une bande médiane partant vers l'arrière et s'élargissant à l'apex. Les marques brunes sont bordées d’écailles blanches à grises, disposées en alignement de taches rondes souvent épaisses, les taches rondes sont plus séparées vers l'apex. Elle est très semblable à Aethes piercei (en).
L'envergure est de 15 à 23 millimètres.
La chenille est de couleur jaune, avec la tête brun clair et la laque prothoracique brun jaunâtre.
L'espèce hiverne. La période de chenille est d'avril à mai, la période d'imago de juin à août.

## Répartition
On trouve Aethes hartmanniana dans la plupart des pays de l'Europe, en Asie Mineure, en Arménie et dans le Sud de l'Oural.

## Écologie
Son habitat est les prairies et terrains calcaires.
La chenille se nourrit des racines de Knautia arvensis, Scabiosa columbaria, Scabiosa ochroleuca et Succisa pratensis.